# Suisse au Concours Eurovision de la chanson 1980
La Suisse a participé au Concours Eurovision de la chanson 1980 le 19 avril à La Haye. C'est la 25e participation suisse au Concours Eurovision de la chanson.
Le pays est représenté par la chanteuse Paola del Medico et la chanson Cinéma, sélectionnées par la SRG SSR.

## Sélection
Ce n'est pas clair si la Société suisse de radiodiffusion et télévision (SRG SSR), a sélectionné la chanson et l'artiste représentant la Suisse en interne ou a organisé la sélection suisse Concours Eurovision cette année.
| Ordre | Artiste | Chanson | Langue   | Traduction |
| ----- | ------- | ------- | -------- | ---------- |
| –     | Paola   | Cinéma  | Français | –          |

Lors de cette sélection, c'est la chanson Cinéma, interprétée par Paola del Medico (sous son prénom Paola), qui fut choisie,.
Le chef d'orchestre sélectionné pour la Suisse à l'Eurovision 1980 est Peter Reber.

## À l'Eurovision

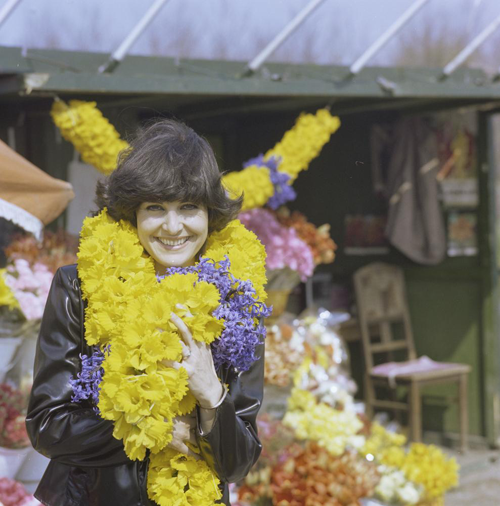
Paola del Medico le 15 avril 1980, lors des séances photographiques de l'Eurovision 1980.

### Points attribués par la Suisse
| 12 points | Irlande     |
| 10 points | Royaume-Uni |
| 8 points  | Italie      |
| 7 points  | Allemagne   |
| 6 points  | Danemark    |
| 5 points  | Suède       |
| 4 points  | Autriche    |
| 3 points  | Pays-Bas    |
| 2 points  | Portugal    |
| 1 point   | France      |

### Points attribués à la Suisse
| 12 points            | 10 points                        | 8 points   | 7 points                               | 6 points              |
| -------------------- | -------------------------------- | ---------- | -------------------------------------- | --------------------- |
| - Finlande - Irlande | - Allemagne - Norvège - Pays-Bas | - Danemark | - Maroc - Royaume-Uni                  | - Autriche - Portugal |
| 5 points             | 4 points                         | 3 points   | 2 points                               | 1 point               |
| - Luxembourg         |                                  | - Italie   | - Belgique - Espagne - Suède - Turquie |                       |

Paola interprète Cinéma en neuvième position, suivant la Suède et précédant la Finlande.
Au terme du vote final, la Suisse termine 4e sur 19 pays, ayant reçu 104 points au total,. La Suisse attribue ses douze points à l'Irlande.